# Гленелг (река, впадает в Большой Австралийский залив)
Глене́лг (англ. Glenelg River) — река в Австралии, в штатах Виктория и Южная Австралия, впадает в Большой Австралийский залив. Открыта майором Томасом Митчеллом в 1836 году и названа в честь лорда Гленелга, секретаря по делам колоний в 1835—1839 гг. Митчелл поднялся по реке от устья до истоков.
Берёт начало в горах Грампианс. Течёт через национальные парки Грампианс и Лоуэр-Гленелг.
От залива Риволи до устья Гленелга по побережью жил народ бунгандидж. Восточнее, от устья Гленелга до Джелонга жил народ вотджобалук.